# والتر سي. كيلي
والتر سي. كيلي (بالإنجليزية: Walter C. Kelly)‏ هو ممثل أمريكي، ولد في 29 أكتوبر 1873، وتوفي في 6 يناير 1939 بسبب حادث مرور.

## وصلات خارجية
- والتر سي. كيلي على موقع IMDb (الإنجليزية)
- والتر سي. كيلي على موقع ميوزك برينز (الإنجليزية)
- والتر سي. كيلي على موقع قاعدة بيانات برودواي على الإنترنت (الإنجليزية)
- والتر سي. كيلي على موقع قاعدة بيانات برودواي على الإنترنت (الإنجليزية)
- والتر سي. كيلي على موقع قاعدة بيانات الفيلم (الإنجليزية)